# Brachystelma maculatum
Brachystelma maculatum är en oleanderväxtart som beskrevs av Joseph Dalton Hooker. Brachystelma maculatum ingår i släktet Brachystelma och familjen oleanderväxter. Inga underarter finns listade i Catalogue of Life.